# Girl of My Dreams
«Girl of My Dreams» — песня американского рэпера Juice WRLD и южнокорейского певца Suga, участника бойбенда BTS. Она была выпущена 10 декабря 2021 года в качестве одиннадцатого трека и рекламного сингла со второго посмертного альбома Juice WRLD Fighting Demons. Это вторая их совместная работа, в 2019 году вышел сингл «All Night» в составе BTS World: Original Soundtrack, где присутствовали оба исполнителя.

## История
В июле 2021 года отрывок песни был опубликован в Instagram сосоздателем Grade A Lil Bibby. Об официальном выпуске сингла было объявлено за день до выхода альбома. «Girl of My Dreams» был выпущен как рекламный сингл на официальном сайте Juice WRLD 10 декабря 2021 года. Песня была спродюсирована Jaegen, Kookoo, Josh J и Max Lord. Этот сингл стал первым для Juice WRLD и Suga, который попал в чарт Billboard Digital Song Sales.

## Текст
В тексте песни Juice WRLD поёт о влюблённости, а Suga об их возможном разрыве. Juice WRLD ссылается на сингл Джона Ледженда 2013 года «All of Me» в первом куплете и припеве трека.

## Чарты

### Еженедельные чарты
| Чарт (2021–2022)                      | Высшая позиция |
| ------------------------------------- | -------------- |
| Australia (ARIA)                      | 84             |
| Australia Hip Hop/R&B (ARIA)          | 22             |
| Канада (Billboard Canadian Hot 100)   | 56             |
| Мир (Billboard Global 200)            | 37             |
| Greece (IFPI)                         | 76             |
| Венгрия (Single Top 40)               | 10             |
| Ireland (IRMA)                        | 68             |
| Lithuania (AGATA)                     | 55             |
| New Zealand Hot Singles (RMNZ)        | 3              |
| Португалия (AFP)                      | 90             |
| США (Billboard Hot 100)               | 29             |
| США (Billboard Hot R&B/Hip-Hop Songs) | 3              |
| Vietnam (Vietnam Hot 100)             | 38             |

### Годовые чарты
| Чарт (2022)                       | Позиция |
| --------------------------------- | ------- |
| US Digital Song Sales (Billboard) | 61      |

## История выпуска
| Регион | Дата            | Форматы                    | Лейблы             | Примечания |
| ------ | --------------- | -------------------------- | ------------------ | ---------- |
| Мир    | 10 декабря 2021 | Цифровая загрузка стриминг | Grade A Interscope | [ 2 ]      |